# Ramon Rosas i Vilaseca
Ramon Rosas i Vilaseca (Súria, Bages, 1881 - Perpinyà, 1943) fou un pagès, obrer i sindicalista català. Va ser alcalde de Polinyà. Fou el germà gran del també sindicalista Josep Rosas i Vilaseca.

## Biografia
Ramon Rosas era fill de Josep Rosas i Pla i de Teresa Vilaseca i Vilanova. Va començar a treballar de pagès a Clariana de Cardener i, més tard, com a obrer tèxtil, a la colònia Burés de Castellbell i el Vilar. Militant de la Solidaritat Obrera, quan esclatà la Setmana Tràgica va organitzar grups armats que paralitzaren les fàbriques de la Bauma, el Borràs i Sant Vicenç de Castellet. Per aquest motiu fou encausat i hagué d'exiliar-se un temps a París. El 1910 va participar en la constitució de la CNT. Del 1936 al 1939 va ser alcalde de Polinyà. En acabar la guerra civil espanyola es va exiliar a Perpinyà, on va morir.